# Wolfgang Hackbusch
Wolfgang Hackbusch (Westerstede, 24 de outubro de 1948) é um matemático alemão.
É conhecido por suas investigações pioneiras sobre métodos multigrid e matrizes hierárquicas, um conceito que generaliza o método multipolar rápido (fast multipole method). Foi professor da Universidade de Quiel e é atualmente um dos diretores do Instituto Max Planck de Matemática nas Ciências em Leipzig.
Foi palestrante plenário do Congresso Internacional de Matemáticos em Berlim (1998: From Classical Numerical Mathematics to Scientific Computing).

## Condecorações
- 1994 Prêmio Gottfried Wilhelm Leibniz
- 1996 Medalha Brouwer
- 2020 Prêmio Heinz Gumin[1]

## Publicações
- Multi-grid methods and applications, 1985, Springer Berlin, ISBN 3-540-12761-5
- Elliptic Differential Equations: Theory and Numerical Treatment, 1992, Springer Berlin, ISBN 978-3-540-54822-5
- Iterative Solution of Large Sparse Systems of Equations, 1993, Springer Berlin, ISBN 978-0-387-94064-9
- Integral Equations: Theory and Numerical Treatment, 1995, Birkhäuser, ISBN 978-3-7643-2871-9
- Hierarchische Matrizen: Algorithmen und Analysis, 2009, Springer Berlin, ISBN 978-3-642-00221-2
- Tensor spaces and numerical tensor calculus, 2012, Springer, Heidelberg ISBN 978-3-642-28026-9 ISBN 978-3-642-28027-6